# Kill a Dragon
Kill a Dragon (br.: Carga Mortal) é um filme de aventura estadunidense de 1967, dirigido por Michael D. Moore (creditado como Michael Moore). Com locações em Hong Kong e Macau, foi produzido por Aubrey Schenck e distribuido pela United Artists.
O título em inglês refere-se a um ditado chinês ouvido no filme: "Todo dragão dá a luz a um São Jorge que deverá matá-lo".

## Elenco
- Jack Palance...Rick Masters
- Fernando Lamas...Nico Patrai
- Aldo Ray...Vigo
- Aliza Gur...Tisa
- Kam Tong...Win Lim
- Don Knight...Ian
- Hans William Lee...Jimmie
- Judy Dan.[1]  Chunhyang
- Young Yip Wang...Chang

## Sinopse
Um navio carregado de nitroglicerina é atingido por um tufão e é abandonado pelos tripulantes. Os nativos pobres de uma ilha chinesa recuperam a carga e reclamam sua propriedade, mas o dono da mesma, o mafioso Nico Patrai não aceita. E ameaça destruir a ilha se não lhe devolverem o carregamento.
O lider Win Lim vai até Hong Kong e propõe um acordo ao aventureiro Rick Masters que aceita transportar a carga e ficar com uma parte dos lucros. E chama seus amigos Ian, Jimmie e Vigo para ajudá-lo. Patrai descobre e tenta convencer Masters a lhe dar a carga, pelo mesmo preço negociado com os nativos. Masters hesita mas resolve continuar o acordo com os ilhéus, enfrentando Patrai numa luta desesperada pela posse do perigoso carregamento.